# Anonimo Gaddiano
L'Anonimo Gaddiano o Magliabechiano è un manoscritto della Biblioteca Nazionale Centrale di Firenze (Cod. Magliab. XVII, 17).
Già appartenuto alla famiglia Gaddi, il testo è poi entrato nella collezione di Antonio Magliabechi, che rappresenta il nucleo centrale della biblioteca fiorentina (da cui i nomi). Mentre la sezione iniziale è dedicata agli artisti della Grecia antica, riprendendo sostanzialmente il racconto di Plinio il Vecchio, la parte più consistente è dedicata agli artisti fiorentini e alle loro opere. Il manoscritto è databile al 1540 circa ed è una fonte particolarmente preziosa per lo studio della storia dell'arte italiana, rappresentando la trattazione più completa sull'argomento prima dell'edizione del 1550 delle Le Vite di Vasari: lo stesso Vasari vi dovette attingere numerose informazioni. L'ipotesi della dottoranda olandese Bouk Wierda che l'autore possa essere stato Bernardo Vecchietti, influente uomo politico della corte di Cosimo I, non ha convinto gli studiosi.

## Artisti trattati o citati
- Cimabue
- Gaddo Gaddi
- Andrea Tafi
- Giotto
- Stefano Fiorentino
- Taddeo Gaddi
- Maso Fiorentino (Maso di Banco)
- Bernardo Daddi
- Pietro Cavallini
- Jacopo del Casentino
- Buonamico Buffalmacco
- Giottino
- Andrea detto l'Orcagna
- Agnolo Gaddi
- Antonio Veneziano
- Giovanni da Santo Stefano (Giovanni dal Ponte)
- Gherardo Starnina
- Filippo Brunelleschi
- Lorenzo Ghiberti
- Donatello
- Luca della Robbia
- Antonio del Pollaiuolo
- Masaccio
- Masolino
- Lippo (forse Lippo Memmi)
- Ambrogio Lorenzetti
- Simone Martini
- Barna da Siena (artista di dubbia esistenza)
- Taddeo di Bartolo
- Giovanni d'Asciano (Giovanni di Guido da Asciano)
- Lorenzo detto il Vecchietta
- Sano pittore (Sano di Pietro)
- Francesco di Giorgio Martini
- Matteo pittore (Matteo di Giovanni)
- Benvenuto pittore (Benvenuto di Giovanni)
- Neroccio pittore (Neroccio di Bartolomeo de' Landi)
- Duccio di Buoninsegna
- Giovanni Pisano
- Andrea Pisano
- Gusmin di Germania (non identificato)
- Michelozzo
- Desiderio da Settignano
- Andrea del Verrocchio
- Giovanni Tossichanj (Giovanni Toscani)
- Lorenzo di Bicci
- Bicci di Lorenzo
- Neri di Bicci
- Nanni di Antonio di Banco
- Antonio e Bernardo Rossellino
- Giovanni dal Ponte
- Fra Giovanni da Fiesole (Beato Angelico)
- Lorenzo Monaco
- Dello Delli
- Spinello Aretino
- Filippo Lippi
- Andrea del Castagno
- Paolo Uccello
- Giuliano d'Arrigo, detto il Pesello
- Francesco di Stefano, detto il Pesellino
- Alesso Baldovinetti
- Domenico Veneziano
- Berto Linaiuolo (non identificato)
- Guido del Guidolino pittore Fiorentino (non identificato)
- Jacopo del Corso pittore Fiorentino (non identificato)
- Domenico di Monbertino pittore (non identificato)
- Zanobi Strozzi
- Zanobi Machiavelli
- Baccio da Montelupo
- El Marotino pittore Fiorentino (non identificato)
- Giovanni da Rovezzano pittore
- Benozzo Gozzoli
- Piero del Pollaiuolo
- Sandro Botticelli
- Domenico Ghirlandaio
- Fra Bartolomeo
- Raffaellino del Garbo
- Andrea del Sarto
- Leonardo da Vinci
- Michelangelo Buonarroti
- Cosimo Rosselli
- Pietro Perugino
- Luca da Cortona (Luca Signorelli)
- Filippino Lippi
- Francia Bigio

## Edizioni
- Anonimo fiorentino, Il Codice Magliabechiano cl. XVII. 17 contenente notizie sopra l'arte degli antichi e quella de' fiorentini da Cimabue a Michelangelo Buonarroti, a cura di Carl Frey, Berlin, G. Grote'sche Verlagsbuchhandlung, 1892.